# John Brown (1735–1788)
John Brown, född 1735, död 17 oktober 1788, var en skotsk läkare.
Browns system, den så kallade Brownianismen, fick vid slutet av 1700-talet och början av 1800-talet många anhängare, särskilt i Tyskland och Italien.
År 1780 gav han ut boken Elementa Medicinæ Brunonis. Enligt Brown skulle livsprincipen vara retbarhet för yttre påverkningar. Den har sitt säte i hela nervsystemet och är även orsaken till alla patologiska företeelser; dessa uppstår genom för starka eller för svaga retningar. Alla sjukdomar kan därför indelas i steniska och asteniska. Stenin fordrar minskning, astenin ökning av retningen. Några av Browns tankar, som exempelvis begreppet retbarhet, lever fortfarande kvar i modern medicinsk vetenskap.